# Dichagyris rosinans
Dichagyris rosinans là một loài bướm đêm trong họ Noctuidae.